# Yuxarı Ağalı
Yuxarı Ağalı è un comune dell'Azerbaigian situato nel distretto di Biləsuvar. Conta una popolazione di 685 abitanti.